# Seabraellus
Seabraellus is een kevergeslacht uit de familie van de boktorren (Cerambycidae). De wetenschappelijke naam van het geslacht werd voor het eerst geldig gepubliceerd in 1985 door Hüdepohl.

## Soorten
Seabraellus omvat de volgende soorten:
- Seabraellus gracilis Hüdepohl, 1985
- Seabraellus splendidior Hüdepohl, 1985